# 13. korpus (NOVJ)
13. korpus je bil partizanski korpus, ki je deloval kot del NOV in POJ v Jugoslaviji med drugo svetovno vojno.
Korpus je bil ustanovljen 7. septembra 1944 in razpuščen 7. decembra istega leta.

## Sestava
- 2. proletarska divizija
- 22. divizija
- 24. divizija